# Stump Mountain
Stump Mountain är ett berg i Antarktis. Det ligger i Östantarktis. Australien gör anspråk på området. Toppen på Stump Mountain är 310 meter över havet.
Terrängen runt Stump Mountain är platt åt nordost, men åt sydväst är den kuperad. Havet är nära Stump Mountain åt nordost. Trakten är obefolkad. Det finns inga samhällen i närheten. 